# Macro ensamblador
Un macro ensamblador es un ensamblador modular, descendiente de los ensambladores básicos. Fueron muy populares en los años 1950 y años 1960, antes de la generalización de los lenguajes de alto nivel. Hacen todo lo que puede hacer un ensamblador, y además proporcionan una serie de Directivas para definir y ejecutar macroinstrucciones (o simplemente, Macros). Cuando ejecutamos a una "macro", ésta se expande al cuerpo que hayamos definido.
- Datos: Q5988935